# Gillingebanan

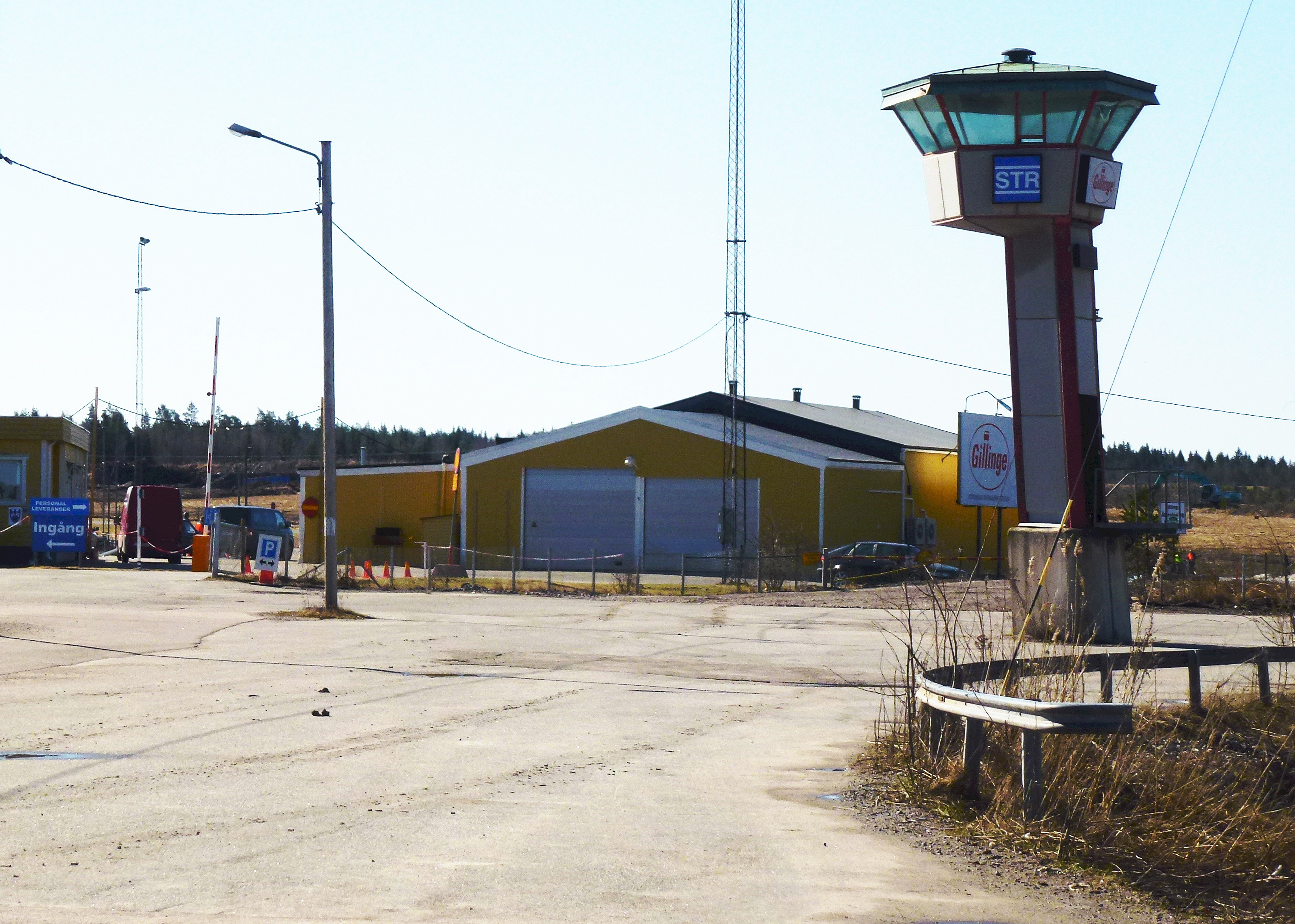
Gillingebanan 2013.

Gillingebanan (officiellt Stockholms Trafiksäkerhetscenter Gillinge AB) är ett trafiksäkerhetscenter beläget intill Norrtäljevägen (E18) i Vallentuna kommun, Stockholms län. 
Gillingebanans anläggning invigdes 1975 av Carl XVI Gustaf. Hjärtat i anläggningen är olika halkbanor. Den nyaste öppnades av Prins Carl Philip den 1 september 2006 och är tänkt i första hand för vidareutbildning av förare i tunga fordon. Halkan på banorna åstadkoms genom en epoxibeläggning ovanpå asfalten, som sedan vattenbegjuts.
Anläggningen ägs av Sveriges Trafikskolors Riksförbund och har som främsta mål att utveckla förarutbildningen och därigenom främja trafiksäkerheten i Sverige. Företaget utbildar idag nära 14 000 körkortsaspiranter årligen och ger cirka 4 000 yrkesförare möjlighet till vidareutbildning. Sedan starten 1975 har Gillingebanan haft över 500 000 elever och kursdeltagare. Bland kurserna finns trafiksäkerhetsutbildning, precisionskörning, miljövänlig körning, yrkeskompetensbevis och hjärt-lungräddning.
Gilligebanans karakteristiska övervakningstorn stod i början av 1960-talet vid Hornstull i Stockholm. I tornets manöverrum fanns telefoner och styrutrustning, operatörerna satt väderskyddade och med god insyn över skeendet och kunde därifrån styra korsningens trafiksignaler (se Poliskurar och trafikledartorn i Stockholm).